# Виконтство Нарбона
Виконтството Нарбона (на френски: Vicomté de Narbonne) е локално господство в южна Франция в и около град Нарбона в Септимания, Готия или Херцогство Нарбона. То е управлявано от 10 век до средата на 15 век от една фамилия, чиято собственост се намира в тази територия.
През 1447 г. Вицеграфството е продадено на графовете на Фоа, чиито наследници го отстъпват през 1507 г. на френския крал Луи XII.